# Maňa
Maňa (in ungherese Mánya) è un comune della Slovacchia facente parte del distretto di Nové Zámky, nella regione di Nitra.